# Pink Sparkle (EP)
Pink Sparkle je promocijski EP avstralske pevke Kylie Minogue.
Ob izidu istoimenskega parfuma so ga v trgovinah v Londonu julija 2010 kupcem parfuma dali zastonj.
Vključuje eno od pesmi z njenega enajstega albuma Aphrodite, B-stran singla »All the Lovers«, in tri pesmi, ki so jih v živo posneli v New Yorku pred izidom njenega albuma Kylie: Live in New York.

## Seznam pesmi
| Št.             | Naslov                                                         | Dolžina |
| --------------- | -------------------------------------------------------------- | ------- |
| 1.              | „Can't Beat the Feeling‟                                       | 4:10    |
| 2.              | „Go Hard or Go Home‟                                           | 3:43    |
| 3.              | „Boombox / Can't Get You Out of My Head‟ (v živo iz New Yorka) | 5:03    |
| 4.              | „Speakerphone‟ (v živo iz New Yorka)                           | 4:46    |
| 5.              | „I Believe in You‟ (v živo iz New Yorka)                       | 3:03    |
| Skupna dolžina: | Skupna dolžina:                                                | 20:45   |